# Synapomorphie
Eine Synapomorphie ist in der Biologie – speziell in der Kladistik – ein abgeleitetes (apomorphes) Merkmal, das Arten taxonomisch zusammenfasst. Ob ein Merkmal als Synapomorphie anzusehen ist, ist Gegenstand der Evolutionsforschung und biologischen Systematik.
Abgeleitet bedeutet dabei, dass das phylogenetische Merkmal gegenüber den evolutionären Vorläufern bei allen Schwestergruppen, die zusammengefasst sind, auftritt. Auch der Verlust eines Merkmals kann als Synapomorphie gewertet werden. 
Als Merkmal kommen sowohl anatomische als auch physiologische oder direkte genetische  Merkmale wie z. B. DNA-Sequenzen in Betracht. 
Der Begriff Synapomorphie hängt von der betrachteten Ebene des phylogenetischen Systems ab. Eine Synapomorphie aller Schwestergruppen erscheint auf der nächsttieferen Ebene des taxonomischen Systems als Symplesiomorphie. Die Synapomorphie steht in den abgeleiteten, phylogenetisch klassifizierenden Merkmalen also zwischen Autapomorphie und Symplesiomorphie.

## Konzept

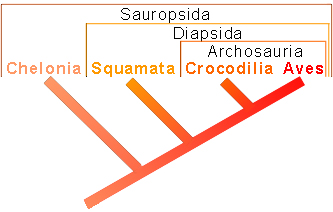
Beispiel: ein phylogenetisches System der Sauropsida

Nach Willi Hennig werden die Taxa nur von Arten gebildet, die eine geschlossene Abstammungsgemeinschaft, ein Monophylum, bilden. Die kleinste Einheit der phylogenetischen Systematik ist das Taxon Art. Der typologische Artbegriff, in der Regel anhand morphologischer Merkmale (Typus), wird als unzureichend abgelehnt. An seine Stelle des tritt das phylogenetische Artkonzept.
Im phylogenetischen Artkonzept werden Arten zusammengefasst, die durch Synapomorphien charakterisiert sind und von Arten mit Autapomorphien unterschieden werden. Eine Synapomorphie stellt ein Merkmal dar, welches nur den direkt aus der Stammart entstandenen Arten gemein ist.
Eine Autapomorphie ist eine evolutionäre Neuheit eines Taxons, das dieses anderen Taxa gegenüber abgrenzt und somit dessen evolutionäre Einmaligkeit begründet.
Ein bei zwei Taxa auftretendes Merkmal, das in einer früheren Stammart der gemeinsamen Stammlinie evolviert wurde und im Außengruppenvergleich auch bei anderen Taxa zu finden ist, wird Plesiomorphie genannt. 
Eine Art hört dann auf zu existieren, wenn sie durch Speziation (dt. „Artaufbildung“) in zwei neue phylogenetische Arten übergeht. Als natürliches System ergibt sich ein dichotomes Kladogramm (Näheres siehe Kladistik).

## Verwandte Themen
- Klade
- Apomorphie
- Plesiomorphie
- Homologie